# نظرية البيتزا

8 قطاعات للقرص حيث أن مساحة المنطقة الصفراء = مساحة المنطقة الأرجوانية

برهان بدون كلمات على تساوي 8 قطاعات.

نظرية البيتزا  هي نظرية رياضية هندسية تقول بأنه تنشأ مساواة بين منطقتين عند تقسيم القرص بطريقة معينة.
لتكن p نقطة داخل القرص، وليكن n هو عدد قابل للقسمة على 4 و أكبر أو يساوي 8. شكِّل n قطاع في القرص بزوايا متساوية عن طريق اختيار تعسفي لخط يمر من خلال p وبتدوير الخط n/2 مرة بمقدار زاوية π/n راديان وتقطيع القرص على كل  n/2  من الخطوط الناتجة. رقَّم القطاعات المتوالية في اتجاه عقارب الساعة أو عكس عقارب الساعة. ومن هنا تنص نظرية البيتزا على أن:
 مجموع مساحة القطاعات المرقمة فردياً يساوي مجموع مساحة القطاعات المرقمة زوجياً.
سميت نظرية البيتزا بهذا الاسم لأنها تحاكي طريقة تقطيع البيتزا  التقليدية، بحيث إذا قام شخصان بتقاسم شرائح البيتزا في هذه الطريقة بأخذ الشرائح بالتناوب، فسوف يحصل كل منهما على كمية متساوية من البيتزا.